# Alyvia Alyn Lind
Pour les articles homonymes, voir Lind.
 Alyvia Alyn Lind est une actrice américaine née le 27 juillet 2007. Elle est surtout connue pour le rôle d'Angelica Green dans la série Daybreak sur Netflix.

## Biographie
Alyvia Alyn Lind est la fille cadette de l'actrice Barbara Alyn Woods et du producteur John Lind. Elle a deux sœurs plus âgées, Natalie Alyn Lind et Emily Alyn Lind, qui sont aussi actrices.

### Carrière
Alyvia a fait ses débuts au cinéma en 2013 dans Dark Skies. Depuis 2011, elle interprète Faith Newman dans la série télévisée Les Feux de l'amour. Elle a eu des rôles récurrents dans la série télévisée Revenge ou elle joue la jeune Amanda Clarke, ainsi que dans Transparent ou elle interprète Grâce. Elle a eu un rôle d'invité sur des séries telles que NCIS et Masters of Sex. En 2014, elle a joué aux côtés d'Adam Sandler et Drew Barrymore dans le film Famille recomposée.,
En 2016, Alyvia a joué aux côtés de Mary McCormack et Madison Lawlor dans An American Girl Story - Maryellen 1955: Extraordinary Christmas, une série d'Amazon Studios.
En 2021, elle est sélectionnée pour interpréter l'un des personnages principaux de la saison 1 de la série télévisée Chucky, dont l'histoire se passe directement quatre ans après Le Retour de Chucky, et s'inscrit dans la timeline des sept films, sortis respectivement en 1988, 1990, 1991, 1998, 2004, 2013 et 2017.
En 2022, elle reprend le rôle du personnage de Lexy Cross, pour la saison 2 de Chucky, puis rempile pour la saison 3, divisée en deux parties à cause de la grève de la SAG-AFTRA, en 2023 et 2024.

## Filmographie

### Cinéma
- 2013 : Dark Skies : Une jeune fille
- 2014 : Famille recomposée : Lou Friedman
- 2014 : Mockingbird : Megan
- 2015 : Fire Twister : Une jeune fille
- 2015 : Mémoire courte : Kali Armstrong
- 2015 : Have You Seen Charlie : Scarlet
- 2016 : Shangri-La Suite : Lisa Marie Presley
- 2017 : Remember Me : Maddy enfant
- 2018 : Overboard : Olivia Sullivan
- 2019 : Courage et rodéo : Autumn Synder
- 2021 : Masquerade : Casey

### Télévision

#### Téléfilms
- 2015 : Grossesse sous surveillance : Sully Benson
- 2015 : Dolly Parton's Coat of Many Colors : Dolly Parton
- 2016 : An American Girl Story - Maryellen 1955: Extraordinary Christmas : Maryellen Larkin
- 2016 : Dolly Parton's Christmas of Many Colors: Circle of Love : Dolly Parton

#### Séries télévisées
- 2011-2021 : Les Feux de l'Amour : Faith Newman (284 épisodes)
- 2012-2014 : Revenge : Emily Thorne / Amanda Clarke à 5 ans (saison 2 et 4)
- 2012-2014 : Papa fait son show : Charlotte (rôle récurrent saison 1 ; invitée saisons 2 et 3)
- 2013 : NCIS : Enquêtes spéciales : Emma Daly (saison 11, épisode 11)
- 2014-2015 : Transparent : Grace (7 épisodes)
- 2015-2016 : Masters of Sex : Jenny Masters (5 épisodes)
- 2015 : Guide de Survie d'un Gamer : Tina (saison 1, épisode 3)
- 2016 : Teachers : Annika (saison 1, épisode 9)
- 2018 : 9-1-1 : Lily (saison 1, épisode 1)
- 2018 : Alexa & Katie : Sasha (saison 2, épisode 4)
- 2019 : Future Man : Lugnut (6 épisodes)
- 2019 : Daybreak : Angelica Green (rôle principal)
- 2021–2024 : Chucky : Lexy Cross (rôle principal)
- 2024 : The Spiderwick Chronicles : Calliope